# بيتر ستروب
بيتر ستروب (بالإنجليزية: Peter Straub)‏ (2 مارس 1943، ميلواكي في الولايات المتحدة)؛ كاتِب ومؤلِّف، شاعر وروائي أمريكي.

## مطلع حياته
ولد ستروب في ميلواكي في ويسكونسن، لكل من إلفينا (نيلسستون) وجوردن أنطوني ستروب. في سن السابعة، صدمته سيارة وأصيب إثرها بجروح خطيرة وأُدخل إلى المستشفى لعدة أشهر. استخدم كرسيًا متحركًا بعد خروجه لفترة مؤقتة ريثما تعلم المشي من جديد. قال ستروب إن الحادث جعله على إدراك مبكر لموته.
اعتاد ستروب المطالعة بشراهة منذ سن مبكرة، إلا أن اهتماماته الأدبية لم تُرض والديه، إذ كان والده يأمل أن يصبح رياضيًا محترفًا، بينما أرادته والدته أن يكون قسيسًا لوثريًا. التحق بيتر ستروب بمدرسة ميلواكي كونتري داي من خلال منحة دراسية، وبدأ الكتابة خلال فترة وجوده هناك.
حصل ستروب على بكالوريوس في الأدب الإنكليزي برتبة الشرف من جامعة ويسكونسن-ماديسون عام 1965، وماجستير من جامعة كولومبيا بعد حصوله على البكالوريوس بعام. درّس اللغة الإنكليزية لفترة وجيزة في مدرسة ميلواكي كونتري داي، ثم انتقل إلى دبلن في أيرلندا في عام 1969 للعمل من أجل الحصول على الدكتوراه وبدء الكتابة باحتراف.

## قائمة مؤلفاته

### الروايات
- عام 1973: الزواج
- عام 1974: تحت الزهرة
- عام 1975: جوليا
- عام 1977: إن كنت تستطيع لقائي الآن
- عام 1979: قصة الشبح
- عام 1980: العالم السفلي، التي رُشحت لجائزة العالم في الفانتازيا عام 1981
- عام 1983: التنين الطليق (التي حازت على جائزة أوغست ديرليث عام 1984)
- عام 1984: الطلسم (شاركه في كتابتها ستيفن كينغ، وحازت على جائزة العالم والموضع في الفانتازيا عام 1985)
- عام 1988: كوكو (حازت على جائزة العالم في الفانتازيا عام 1989
- عام 1990: غموض
- عام 1993: الحلق (حازت على جائزة برام ستوكر لعام 1993، ورُشحت لجائزة العالم في الفانتازيا لعام 1994)
- عام 1995: نادي الجحيم (رُشحت لجائزة برام ستوكر في عام 1996 وجائزة أوغست ديرليث لعام 1997)
- عام 1999: السيد إكس (حازت على جائزة برام ستوكر لعام 1999 ورُشحت لجائزة أوغست ديرليث)
- عام 2001: البيت الأسود (بمشاركة ستيفن كينغ، رٌشحت لجائزة برام ستوكر عام 2001)
- عام 2003: الولد الضائع، البنت الضائعة (حازت على جائزة برام ستوكر عام 2003 ورشّحت لجائزة أوغست ديليث عام 2004)
- عام 2004: في الغرفة المظلمة (حازت على جائزة برام ستوكر عام 2004)
- عام 2010: المادة السوداء (حازت على جائزة برام ستوكر عام 2010)

## روابط خارجية
- بيتر ستروب على موقع IMDb (الإنجليزية)
- بيتر ستروب على موقع ميوزك برينز (الإنجليزية)
- بيتر ستروب على موقع إن إن دي بي (الإنجليزية)
- بيتر ستروب على موقع قاعدة بيانات الفيلم (الإنجليزية)